# Rampur Bhawanipur
Rampur Bhawanipur è una suddivisione dell'India, classificata come census town, di 11.303 abitanti, situata nel distretto di Barabanki, nello stato federato dell'Uttar Pradesh.